# Björntrattspindel
Björntrattspindel (Coelotes atropos) är en spindelart som först beskrevs av Charles Athanase Walckenaer 1830. Enligt Catalogue of Life ingår björntrattspindel i släktet Coelotes och familjen mörkerspindlar, men enligt Dyntaxa är tillhörigheten istället släktet Coelotes och familjen trattspindlar. Enligt den svenska rödlistan är arten nära hotad i Sverige. Arten förekommer i Götaland och Svealand. Artens livsmiljö är skogslandskap.

## Underarter
Arten delas in i följande underarter:
- C. a. anomalus
- C. a. silvestris